# Nephrotoma vicaria
Nephrotoma vicaria är en tvåvingeart som först beskrevs av Walker 1848.  Nephrotoma vicaria ingår i släktet Nephrotoma och familjen storharkrankar. Inga underarter finns listade i Catalogue of Life.